# Schrötzenhof
Der Schrötzenhof (auch „Schrötzerhof“, „Schretzenhof“) ist ein abgegangener Ortsteil der ehemaligen Gemeinde Patersholz in der heutigen Stadt Hilpoltstein im mittelfränkischen Landkreis Roth in Bayern.

## Lage
Der Ortsteil lag circa 600 Meter nördlich von Pyras und circa 120 Meter nordöstlich des Löffelhofs sowie circa 100 Meter nördlich des ebenfalls abgegangenen Lotterhofs.

## Geschichte
Der Hof ist der Güterbeschreibung von 1544 enthalten, welche die Reichsstadt Nürnberg über das zwei Jahre zuvor an sie verpfändete pfalz-neuburgische Amt Hilpoltstein anfertigen ließ. Der Hof gehörte grundherrschaftlich dem Zisterzienserinnenkloster Seligenporten und wurde daher auch „Klosterhof“ genannt; in den Regesten des Klosters, die bis einschließlich 1342 vorliegen, kommt der Hof nicht vor, wird also erst danach in den Besitz des Klosters gekommen sein. Er bildete mit fünf anderen Höfen den damaligen Weiler Lottershof.
Auch nach einem pfalz-neuburgischen Verzeichnis von 1604 gehörte der „Schretzerhof“ dem Kloster Seligenporten; er war nach Jahrsdorf gepfarrt.
1818 bestand die Einöde „Schrezenhof“ aus vier „Feuerstellen“, also Häusern, in denen vier Familien wohnten, insgesamt 19 Personen. Auch für 1832 ist von vier Häusern in „Schretzenhofen“ die Rede, bewohnt von 15 Personen. Die Matrikel des Bistums Eichstätt vermelden für 1836 keine Katholiken in „Schretzenhof“.
In einem Verzeichnis der deutschen Schulen in der Oberpfalz heißt es 1866, dass die Kinder des „Schrötzerhofes“ nach Jahrsdorf zur Schule gehen, „wenn katholische Besitzer darauf sind“. Ansonsten war die protestantische Pfarrei Eysölden für die Schulbildung zuständig. 1867 bestand der Hof nur noch aus zwei Gebäuden, in denen acht Personen wohnten. 1871 hatte der Schrötzenhof nur noch zwei Bewohner, die fünf Rinder hielten,
1885 waren es drei Einwohner in einem Wohngebäude. Im amtlichen Ortschaftenverzeichnis Bayerns für 1900 ist der Hof nicht mehr aufgeführt. 1937 wird er als „abgegangen“ bezeichnet.